# Адемар Жуниор
Вижте пояснителната страница за други личности с името Жуниор.
Адемар Жуниор (на португалски: Ademar Jose Tavares Junior) е бивш бразилски футболист, защитник.

## Кариера
След като прекарва първите девет години от кариерата си в родината си Бразилия, Адемар се премества в България през юни 2009 г., подписвайки двугодишен договор с ПФК Черно море (Варна). Получава номер 3, като прави дебют за своя нов отбор на 7 юли 2009 година, в приятелски мач срещу ПФК Левски (София). Официален дебют за Черно море прави месец по-късно, в мач Лига Европа, участвайки в мач срещу холандския ПСВ Айндховен, на 6 август 2009 година.
През първия си сезон в Черно море, Адемар играе на позиции, различни други от тези на които е бил в предишните си клубове, най-вече като ляв полузащитник.
На 1 март 2010 година отбелязва първия си гол в България, в мач срещу Черноморец (Бургас). Отбелязва два гола за победата на Черно море, при победата с 2:1 над столичния ПФК Локомотив (София), на 25 април 2010 година.
На 17 октомври 2010 година получава първия си червен картон откакто играе за Черно море, при победата на своя клуб над ПФК Славия (София) с 3-2.
През лятото на 2011 г. преминава в ЦСКА (София). През лятото на 2012 година напуска клуба, като договора е прекратен по взаимно съгласие.